# Carlo Ceresa

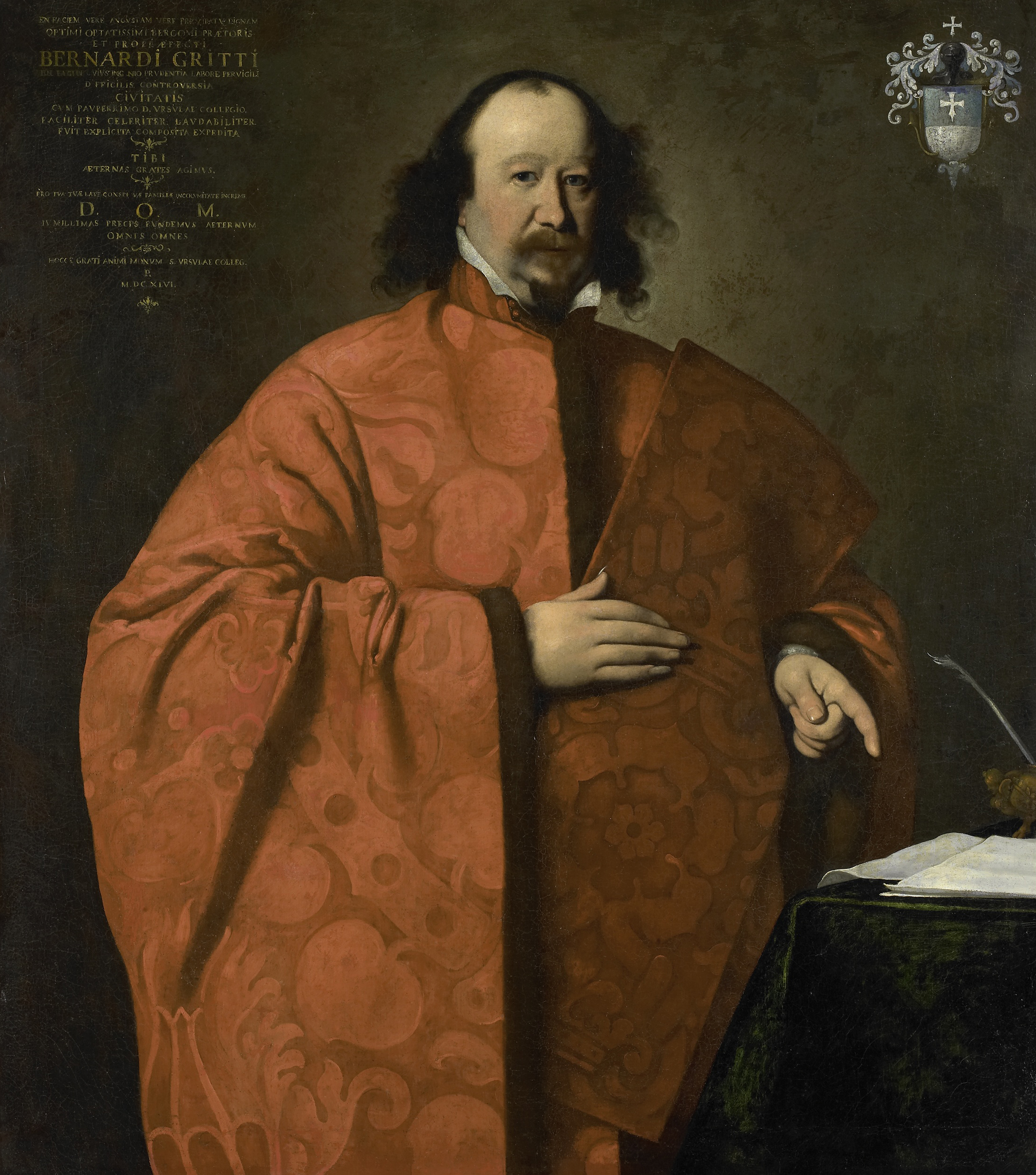
Ritratto di Bernardo Gritti, Rijksmuseum, Amsterdam

Carlo Ceresa (San Giovanni Bianco, 20 gennaio 1609 – Bergamo, 29 gennaio 1679) è stato un pittore italiano.

## Biografia
Carlo Ceresa (de' Ceresi) nacque il 20 gennaio 1609 a San Giovanni Bianco, in val Brembana, figlio del calzolaio Ambrogio e Caterina Carrara di una famiglia originaria di Oltre il Colle. Il padre, nativo di Cortenova, arrivò dalla vicina Valsassina in cerca di migliori condizioni economiche. La data di nascita è stata indicata dal Calvi ma non è possibile averne la confermata dai registri dei battesimi essendo andati perduti, sarebbe però rilevabile da una lettera scritta nel 1747 da Cristoforo Milesi, che dichiarerebbe di averla rilevata dai registri parrocchiali. Questo porterebbe a considerare che Carlo fosse figlio di un amore illegittimo, dal momento che il contratto di dote tra i due giovani fu stipulato solo 23 febbraio 1609, potrebbe esserci un errore di datazione. La lettera è conservata negli archivi della biblioteca civica Angelo Mai.
Dopo il matrimonio Ambrogio acquistò nel 1617 un'abitazione in centro di San Giovanni Bianco, perché potesse favorire la sua attività di artigiano, casa che fu poi inserita nel 1666 nei documenti della curia vescovile di Bergamo, quale accertamento della situazione patrimoniale dell'artista, abitazione che Carlo lascerà in eredità al figlio Giuseppe. Quando la famiglia andò nella nuova abitazione, Carlo aveva probabilmente già iniziato i suoi studi pittorici presso un artista locale. Verso i vent'anni cominciò a eseguire i primi affreschi nelle chiese dei paesi limitrofi, riscuotendo notevole approvazione dai vari committenti. Solo allora cominciò a frequentare la bottega del milanese Daniele Crespi, pittore di undici anni più vecchio, al fine di apprenderne le tecniche della professione e affinare le proprie abilità.
I suoi soggetti erano principalmente a sfondo religioso, essendo stato educato alla fede cristiana. Le opere emanavano notevole espressività, tanto che cominciò a eseguire, con ottimi risultati, numerosi ritratti.

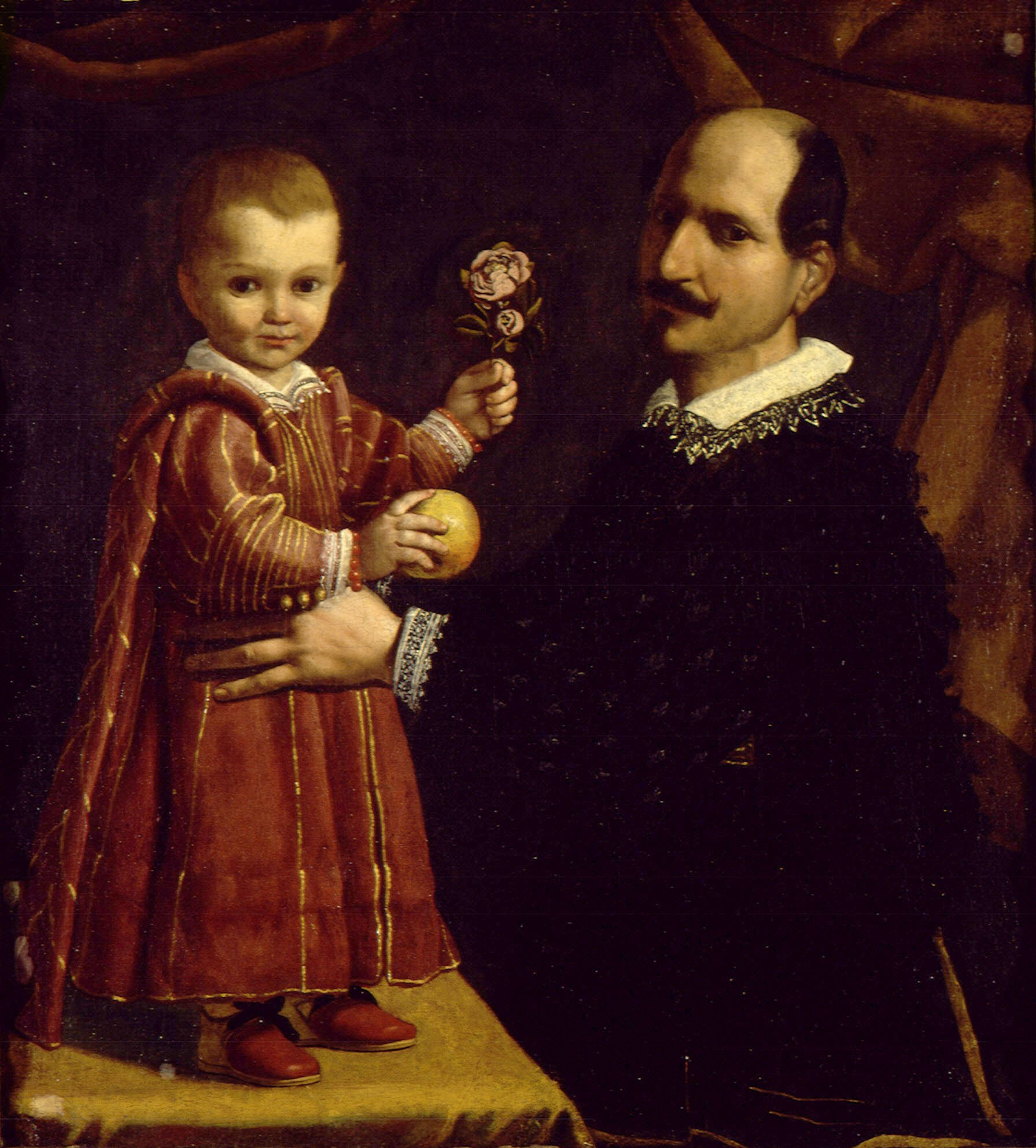
Uomo con bambino, Auckland Art Gallery

La morte del suo maestro, avvenuta nel 1630 a causa della peste di manzoniana memoria, lo riportò nella sua valle, dove ricominciò a dipingere nelle chiese e santuari locali.
In quegli anni si innamorò e si sposò con Caterina Zignoni, appartenente a una famiglia benestante della zona. Andarono a vivere nella frazione Grabbia, in una casa di proprietà del padre della sposa, a stretto contatto con la famiglia di lei.
Questa situazione cambiò radicalmente la vita del Ceresa che, forte della sicurezza emotiva e finanziaria acquisita, si concentrò sempre più nella sua attività che ne risentì positivamente.
Da quell'unione ebbe ben undici figli: di questi, Giuseppe ed Antonio seguirono le orme del padre cimentandosi nella pittura; altri due, Giovanni Battista e Francesco, intrapresero la carriera ecclesiastica, mentre Sebastiano diventò notaio. Francesca morì a 27 anni, mentre gli altri cinque non superarono l'età infantile. Questi lutti colpirono notevolmente l'artista che, in numerosi quadri, amava impersonificare, negli angioletti che dipingeva, proprio i figlioletti perduti.
Un'analoga situazione si verificava spesso anche nella rappresentazione della Madonna, spesso dipinta con il volto della propria moglie Caterina.
Uomo semplice, manteneva sempre le scadenze assegnate e la parola data, e non iniziava mai un nuovo lavoro, qualunque esso fosse, senza aver concluso il precedente.
La grande mole di lavoro portò il Ceresa a trasferirsi nella città di Bergamo, precisamente nella parrocchia di Sant'Alessandro della Croce.
Fu qui che morì all'inizio del 1679, lasciando una cospicua eredità ai figli e alla moglie, la quale morì pochi mesi dopo.

## Stile

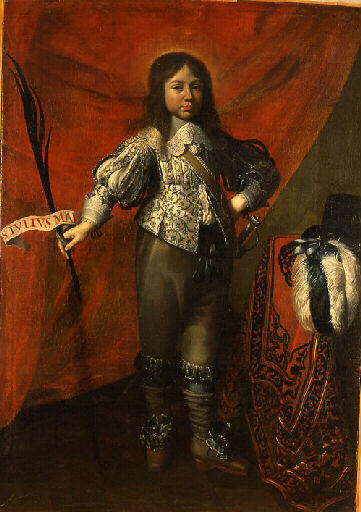
Ritratto di bimbo, Museo de Chambéry

Generalmente si tende a definire il suo stile “alla veneta”, poiché sovente faceva ricorso a colori molto forti, accostati tra loro in modo semplice. Il tutto per rendere l'opera più “vicina” al fedele, il vero utente dei suoi dipinti, che generalmente possedeva una cultura artistica molto approssimativa.
E fu questa sua religiosità molto semplice, vissuta anche in prima persona e trasferita nei dipinti, a renderlo poco amato dalle alte istituzioni ecclesiastiche cittadine, da sempre poco inclini a fare eseguire opere così “informali”, che gli commissionarono pochissimo lavoro.
La maggior parte delle sue opere a sfondo sacro si trovano quindi in piccole chiese delle valli bergamasche, dove tuttavia non sempre sono state conservate nel migliore dei modi: spesso i dipinti stessi venivano eseguiti al risparmio, dove i committenti raccomandavano di non spendere troppo per le materie prime quali i colori, le tele e le cornici. A questo si aggiungano le condizioni climatiche all'interno delle strutture sacre non propriamente ottimali, che costringevano i dipinti a subire il caldo durante l'estate e il gelo in inverno. Questo ha portato gli affreschi ad un rapido deterioramento, con perdita del colore e defogliazione delle pareti su cui erano applicati. Bisogna poi aggiungere che i restauri a tali opere sono stati spesso deleteri, con manomissioni spesso inopportune.
Tra le sue opere, stimate nel numero di 350, spesso venivano erroneamente inserite quelle eseguite dai figli Giuseppe e Antonio. I due figli cercarono di seguire le orme del padre, imitandone lo stile e le peculiarità artistiche. Soltanto in un secondo momento Antonio, considerato il più dotato tra i due, cominciò a perfezionarsi al punto da distinguersi dal padre. Non vi fu però una scuola ceresiana poiché Antonio morì giovanissimo, a soli 20 anni e solo sei mesi dopo il padre, mentre Giuseppe ne seguì la sorte pochi anni dopo.
Non bisogna però dimenticare il lato ritrattista di Carlo Ceresa. Numerose furono infatti le opere commissionategli, specialmente da esponenti della nobiltà locale, che fecero aumentare a dismisura la fama del pittore.
In tal senso è perfetta la testimonianza di Giacomo Carrara, fondatore dell'omonima accademia, che sottolinea la perfezione di un ritratto tanto che questo poteva essere scambiato per la persona nella realtà.
Anche padre Donato Calvi, nella sua opera denominata Effemeridi, cita

## Opere

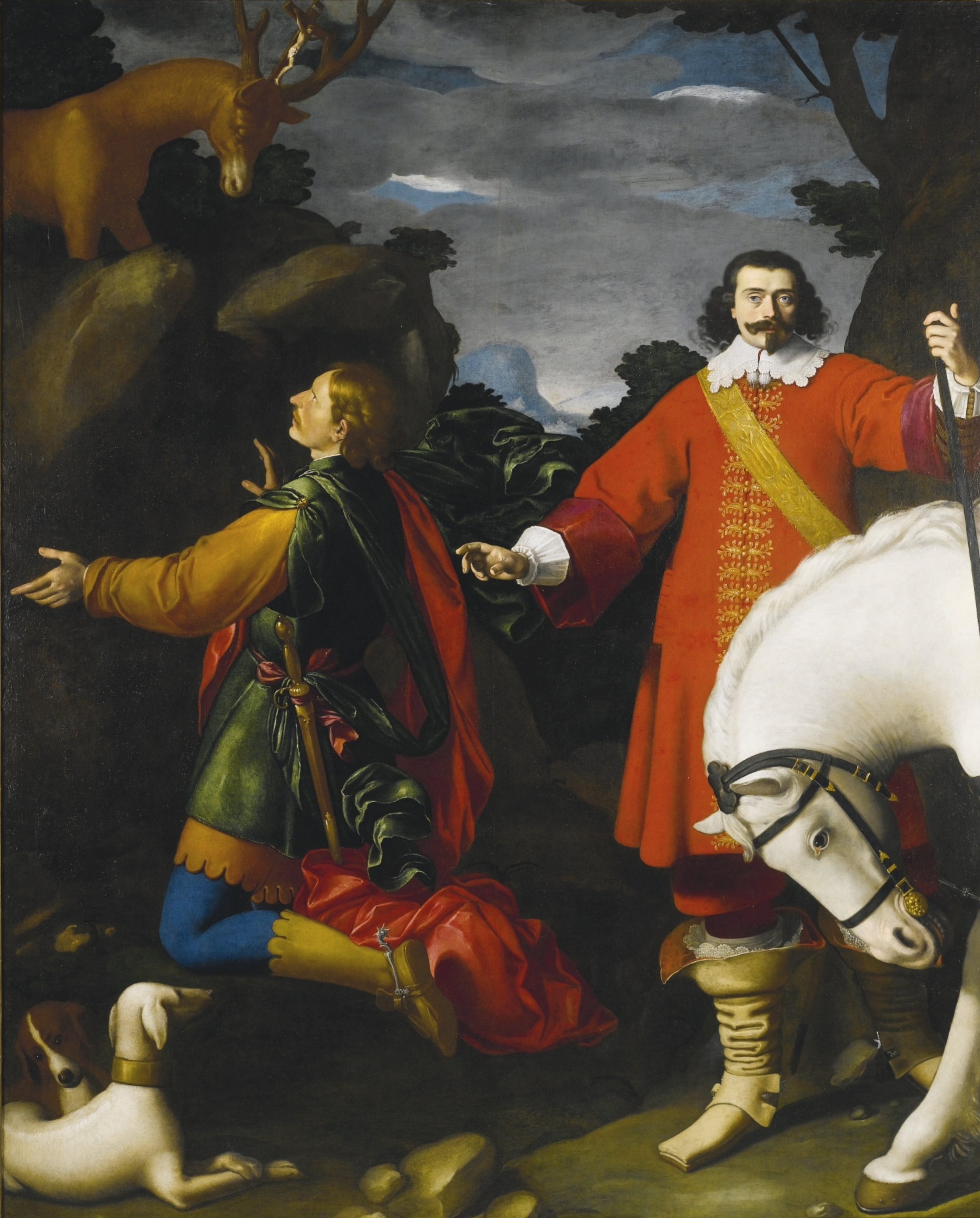
Visione di sant'Uberto, Accademia Carrara, Bergamo

Come precedentemente detto, la maggior quantità di opere del Ceresa è concentrata in piccole chiese della bergamasca.
La prima opera attribuitagli è l'Addolorata posta nella chiesa di San Giovanni Battista di Fuipiano, frazione del suo paese natale. Il dipinto, eseguito all'età di diciannove anni, evidenzia già le caratteristiche “provinciali” che lo contraddistingueranno nel tempo.
Di quegli anni, durante il suo periodo milanese in cui affiancò Daniele Crispi, gli sono attribuite opere secondarie nella Certosa di Pavia e in quella di Garegnano a Milano, dove partecipò ad alcuni cantieri diretti dal suo maestro.
Nel 1630, a seguito dell'epidemia di peste, le commissioni aumentarono grazie alla volontà popolare di ringraziare i santi protettori per l'allontanamento del morbo distruttore. 
Le prime pale d'altare che il Ceresa eseguì furono per la parrocchiale di San Giovanni Bianco, in cui si distinguono i santi Rocco e Sebastiano, protettori dalle epidemie, con san Bernardino con Sant'Antonio da Padova e nella chiesa di Sant'Antonio.
I primi ritratti sono invece datati 1633, anno in cui realizzò il Giovinetto con cappello in mano nel Castello Sforzesco a Milano, e il Giovinetto Bonometti,  custodito presso l'accademia Carrara di Bergamo. A questi se ne aggiunsero molti altri negli anni successivi, tra i quali l'autore alternò figure politiche, tra cui Bernardo Gritti, il cui ritratto eseguito nel 1646 è esposto presso il Rijksmuseum di Amsterdam, il cancelliere Ghirardelli (1640) e il pretore Angelo Finardi; elementi appartenenti a famiglie in vista, tra le quali i Pesenti e i Suardo; uomini religiosi, come il canonico Alessandro Vertova, il vescovo Gregorio Barbarigo e San Gerolamo Emiliani; e parenti, tra i quali spicca quello a Laura Zignoni Boselli (1640).

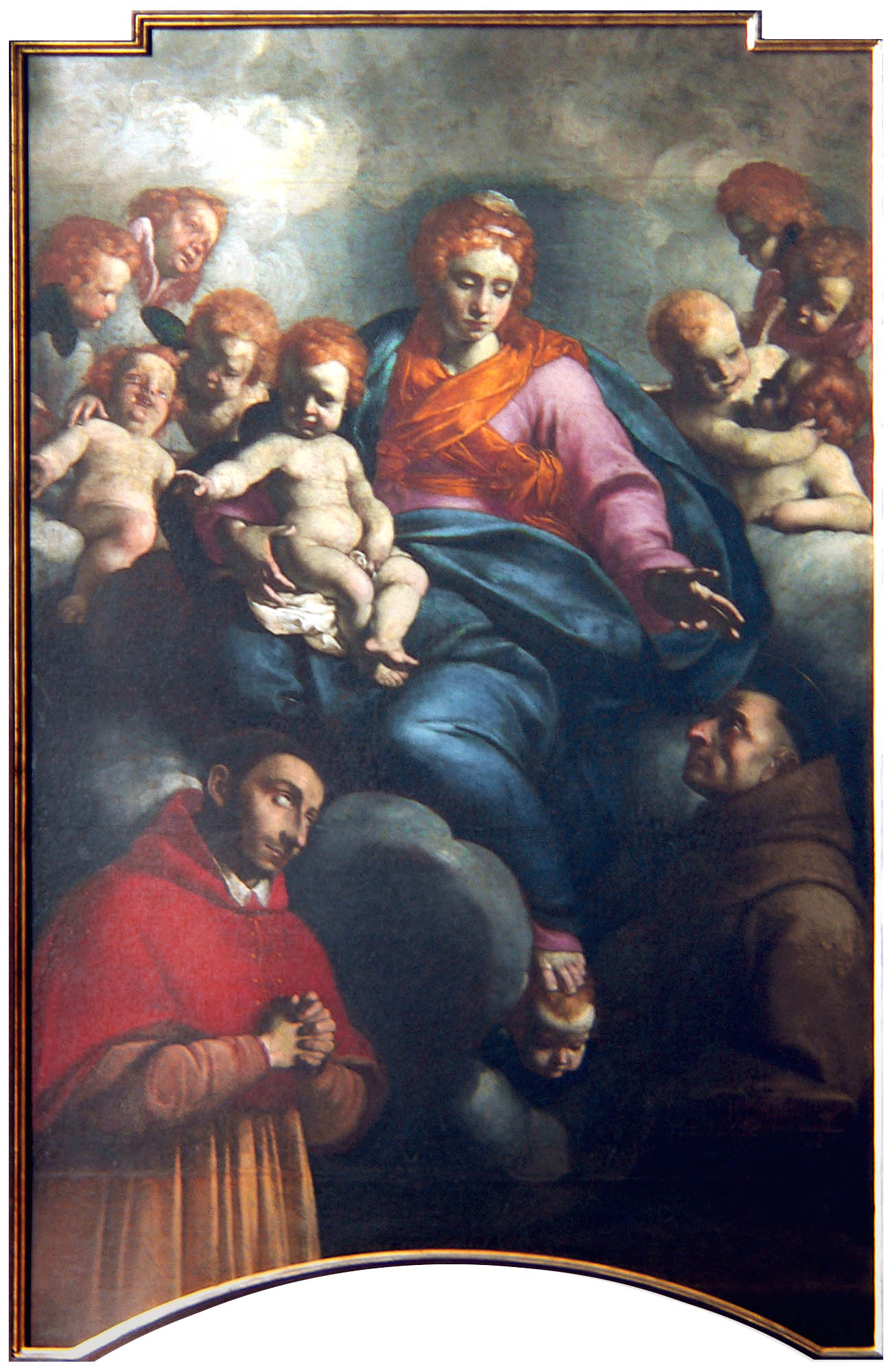
Madonna in Gloria e santi (1650)

I suoi dipinti in ambito sacro successivi al 1640, si differenziano dai precedenti grazie a una maggiore luminosità, con i colori più vivi: a tal riguardo l'esempio migliore è la Crocifissione con la Maddalena e due Disciplini di Mapello, eseguita nel 1641. In altri è invece possibile notare la vicinanza ad opere eseguite dal Crispi, suo mentore. Tra queste, di rilevanza è la Pietà posta nella Chiesa di San Marco del suo paese di nascita.
Molto particolare è il dipinto di San Vincenzo, eseguito nel 1645, che, posto nel duomo di Bergamo, posiziona il santo su una coltre di nuvole, sotto le quali viene raffigurata perfettamente la città orobica.
Molte altre sono le opere che si possono trovare in numerose chiese della bergamasca: tra queste Nese (Alzano Lombardo), Leffe, Nembro, Sombreno (Paladina), Ponteranica, Villa d'Ogna, Terno d'Isola, Madone, e Vercurago. 
Il grosso della sua produzione artistica è tuttavia concentrato nella sua valle Brembana, con opere dislocate da Mezzoldo a Valnegra, con epicentro nel suo paese con relative frazioni.